# Odensala kyrka

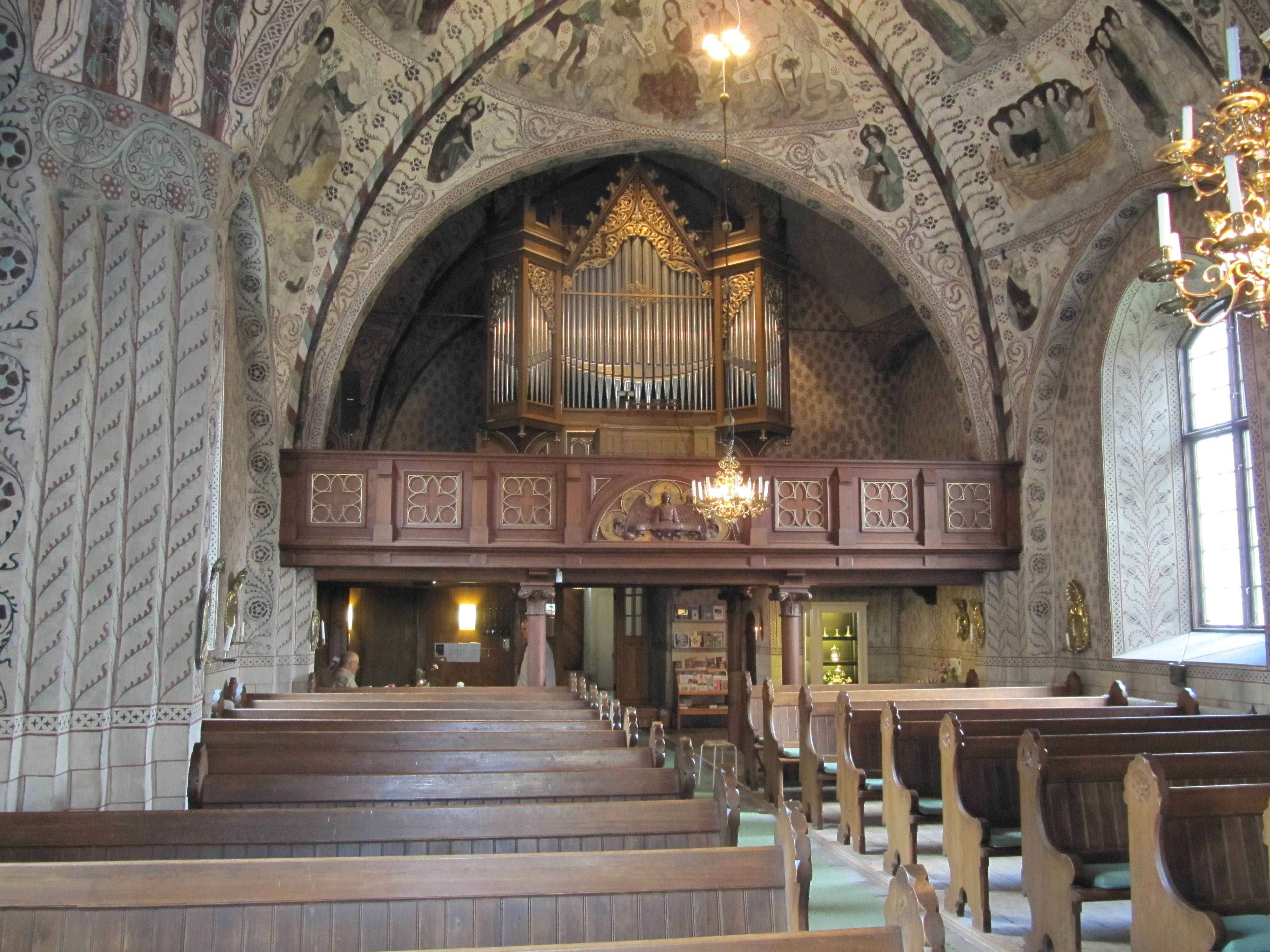
Kyrkorum mot orgelläktare

Odensala kyrka hörde tidigare till Odensala församling men ingår numera i Husby-Ärlinghundra församling. Kyrkan ligger omkring fyra kilometer norr om Märsta i Sigtuna kommun och är synlig från järnvägen mellan Stockholm och Uppsala. Under somrarna är Odensala kyrka en vägkyrka för Märsta pastorat.

## Kyrkobyggnaden
Nuvarande kyrkobyggnad är en medeltida salkyrka uppförd av gråsten som troligen föregicks av en träkyrka från 1000-talet. Kyrkan består av ett rektangulärt långhus med rakt avslutat kor i öster och ett smalare kyrktorn i väster. Vid nordöstra sidan finns en sakristia och vid sydvästra sidan ett vapenhus. Kyrkorummet är indelat i fyra travéer där koret utgör den östligaste.

### Tillkomst och medeltida ombyggnader
Kyrkan uppfördes vid slutet av 1100-talet och består av långhusets båda västra travéer. Äldsta sakristian, som numera är materialbod, tillkom förmodligen vid början av 1200-talet. Tornet byggdes inte samtidigt med långhuset utan tillkom senare, troligen på 1200-talet. Tegelportalen mellan långhus och vapenhus byggdes under 1200-talets senare hälft. Vid början av 1300-talet slogs två kryssvalv i långhuset.
Tiden omkring 1500 är en viktig byggnadsperiod då långhuset utvidgades åt öster och försågs med två stjärnvalv utöver befintliga kryssvalv. Kyrkan fick då sitt nuvarande kor med samma bredd som långhuset. Samtidigt uppfördes en ny sakristia och ett nytt vapenhus.
På initiativ av ärkebiskop Jakob Ulfsson, försågs kyrkorummets valv och väggar med kalkmålningar vars motiv är hämtade från Gamla Testamentet och anordnade enligt Biblia Pauperum. Målningarna, utfördes åren 1480-1500, tillskrivs en konstnär från Albertus Pictors verkstad. De består av fyra valv, som aldrig har varit överkalkade. Väggarnas målningar retuscherades 1896. Målningarna drabbades av en brand 1940 och fick en ny restaurering. 1973 rengjordes målningarna och konserverades. I Odensala kyrka visar Albertus Pictors målningar tecken på att representera Albertus Pictors ålderdomsstil. I kyrkans målningar märks en nedgång och förenkling i stilen, nyanser, skuggor och glansdagrar saknas till stor del och formen är grövre. Förklaringen till detta är att i Odensala kyrka har Albertus Pictors medarbetare måst överta en större del av arbetet än i tidigare kyrkor. I juni 2012 hittades ett större fragment av en runsten i kyrkogårdsmuren. Ristaren antas vara Åsmund. 

### Senare ombyggnader
Under första hälften av 1700-talet inreddes tornet med sittplatser . 1718 förstorades tre fönster på södra långväggen och året innan hade ett nytt fönster huggits upp i norra långväggen. Östra korfönstret förstorades något 1726 och ännu mer 1759. I samband med att fönstren förstorades överkalkades väggmålningarna. Takmålningarna blev däremot aldrig överkalkade. Den 28 december 1769 drabbades kyrkan av en eldsvåda, då tak och takstolar förstördes . Åren 1770-1771 byggdes ett nytt yttertak  och samtidigt höjdes ytterväggarna 80 centimeter med en påbyggnad av tegel. Nya taket blev mindre brant än föregående tak . En spetsig tornspira, som finns avbildad 1682 av Johan Hadorph, klarade branden 1769. Mot slutet av 1700-talet var tornspiran i behov av reparation och 1794 byttes den ut mot en huv. Dagens interiör är främst ett resultat av arkitekt Agi Lindegrens restaurering 1896. Bland annat togs de överkalkade väggmålningarna fram och målades om. Den 5 maj 1940 eldhärjades kyrkan återigen, då långhusets spåntak och tornhuven brann av. Kyrkan i övrigt lämnades oskadd. Långhuset fick ett nytt tak av tegel och tornet fick sin nuvarande huv av kopparplåt, krönt med förgylld kula och kors . En kyrkklocka flyttades in i tornet, medan två andra kyrkklockor blev kvar i en fristående klockstapel .

## Inventarier
- Ett altarskåp tillverkat 1514 i Sverige förvaras numera på Historiska museet. Altarskåpet är en triptyk med mittstycke och två flyglar som kan fällas ihop framför mittstycket.
- Ett triumfkrucifix från 1300-talet hänger på sin ursprungliga plats där ett skrank separerade kor från långhus. 1931 hängdes krucifixet upp på sin ursprungliga plats.
- Predikstolen från 1714 är gåva från greve Karl Gyllenstierna. Ljudtaket pryds av facklor och kröns med en stjärnbeströdd jordglob ovanpå vilken Guds lamm vilar på en bok. Tillhörande timglas av förgyllt trä i rokokostil är inköpt 1775 [2] [3].
- I sakristian förvaras ett mindre illa medfaret krucifix som är daterat till början av 1500-talet. Förmodligen har det varit ett processionskrucifix [3].
- Ett fragment av en dopfunt har påträffats under senare tid. Funten har försetts med cuppa av granit och ett dopfat av silver.
- Ett nattvardskärl av förgyllt silver är från första hälften av 1600-talet. Nattvardskärlet är ett nordtyskt arbete av hög kvalitet och består av fyra hopskruvade delar [3].
- En sexarmad ljuskrona av silver är skänkt till kyrkan 1725. En åttaarmad ljuskrona av mässing är från senare hälften av 1600-talet.

### Orgel
- 1655 byggdes en orgel av en okänd person. Orgeln reparerades 1678 och 1740.[5] 1713 års orgel i kyrkans nordvästra hörn flyttades 1718 till en större, nyuppförd läktare.
- På 1780-talet byggdes en ny orgel av Jonas Ekengren eller Olof Schwan, Stockholm som hade 10 stämmor. Den annonserades till försäljning i april 1896.[6]
- Den nuvarande orgeln byggdes 1898 av firman Åkerman & Lund Orgelfabriks AB i Stockholm och har tio stämmor fördelade på två manualer [3]. Fasaden är ritad av arkitekt Agi Lindegren och är samtida med orgeln. Orgeln står idag på en läktare i väst. Orgeln är mekanisk med rooseveltlådor och har 3 fasta kombinationer. Tonomfånget är på 54/25. 1956 omdisponerades orgeln av Frede Aagaard, Norrahammar.

| Huvudverk I          | Svällverk II           | Pedal               | Koppel |
| Bordun 16´           | Rörflöjt 8´            | Subbas 16´ (tr I)   | I/P    |
| Principal 8´         | Pommer 4´ (1956)       | Nachthorn 4´ (tr I) | II/P   |
| Gedact 8´ (1956)     | Blockflöjt 2' (1956)   |                     | II/I   |
| Oktava 4'            | Sexquialtera II (1956) |                     | I 4'   |
| Nachthorn 4' (1956)  | Tremulant              |                     | II 16' |
| Mixtur III-IV (1956) | Crescendosvällare      |                     |        |

## Bildgalleri

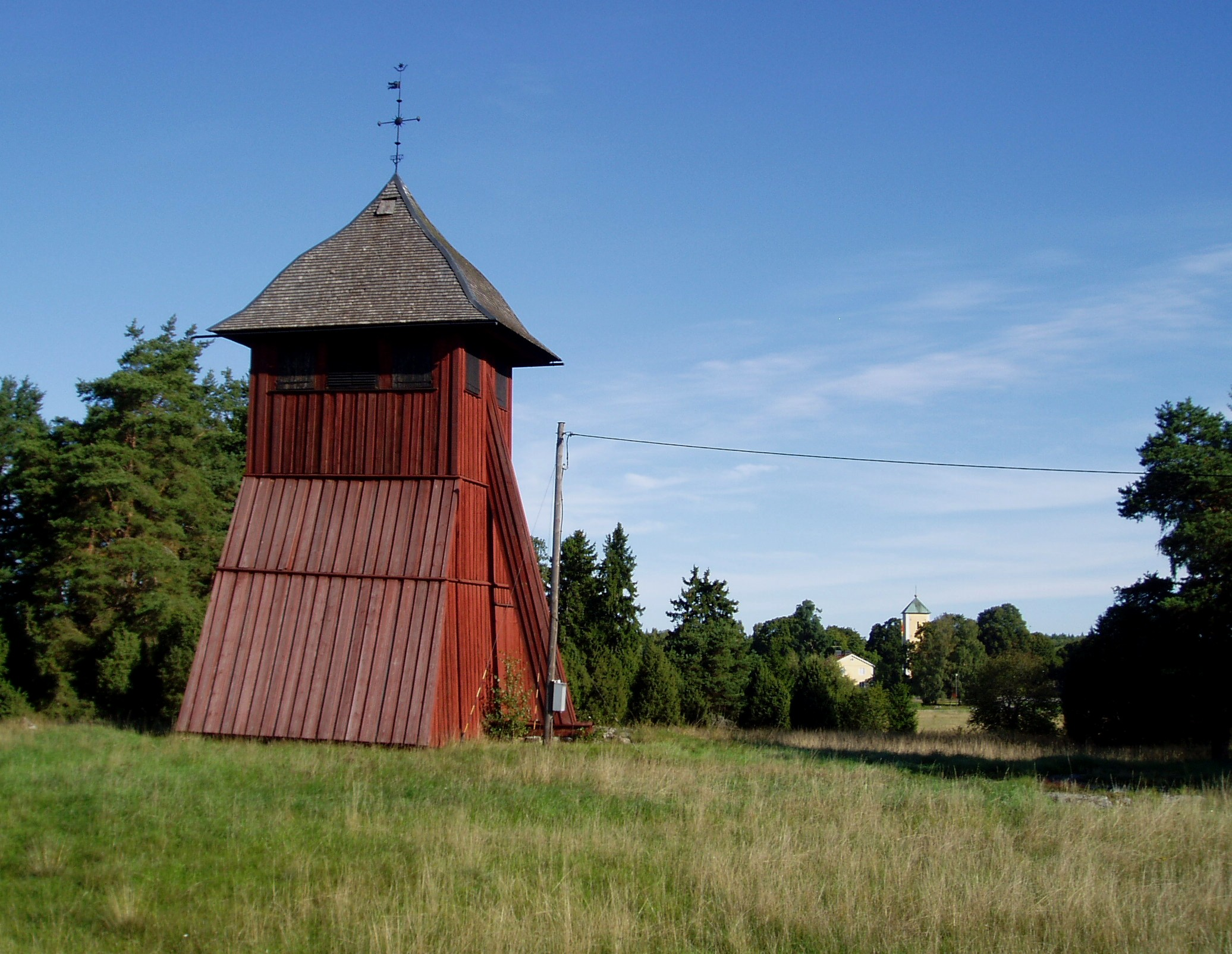
Klockstapeln står en bit bort från kyrkan, som syns i bakgrunden
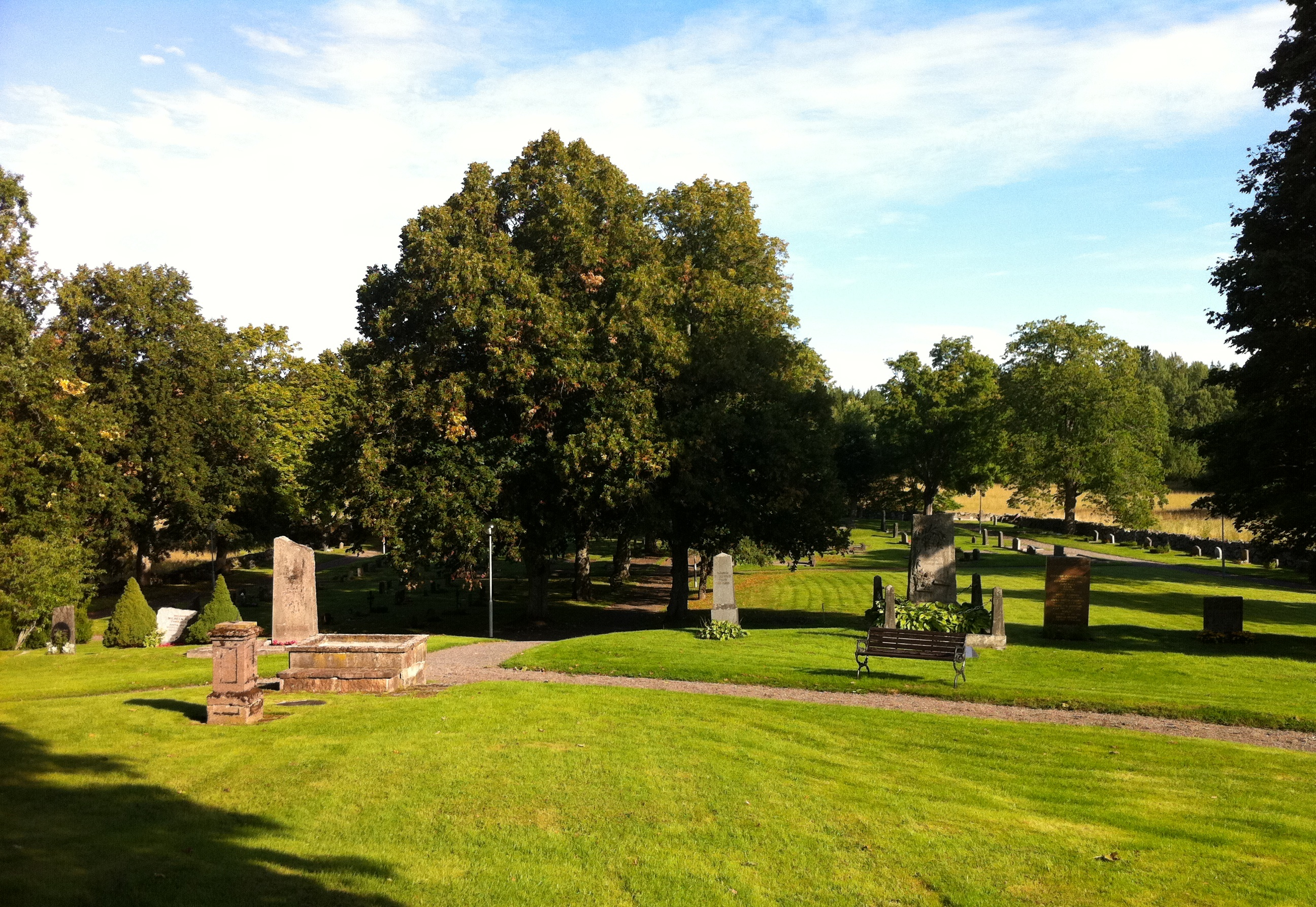
Kyrkogården
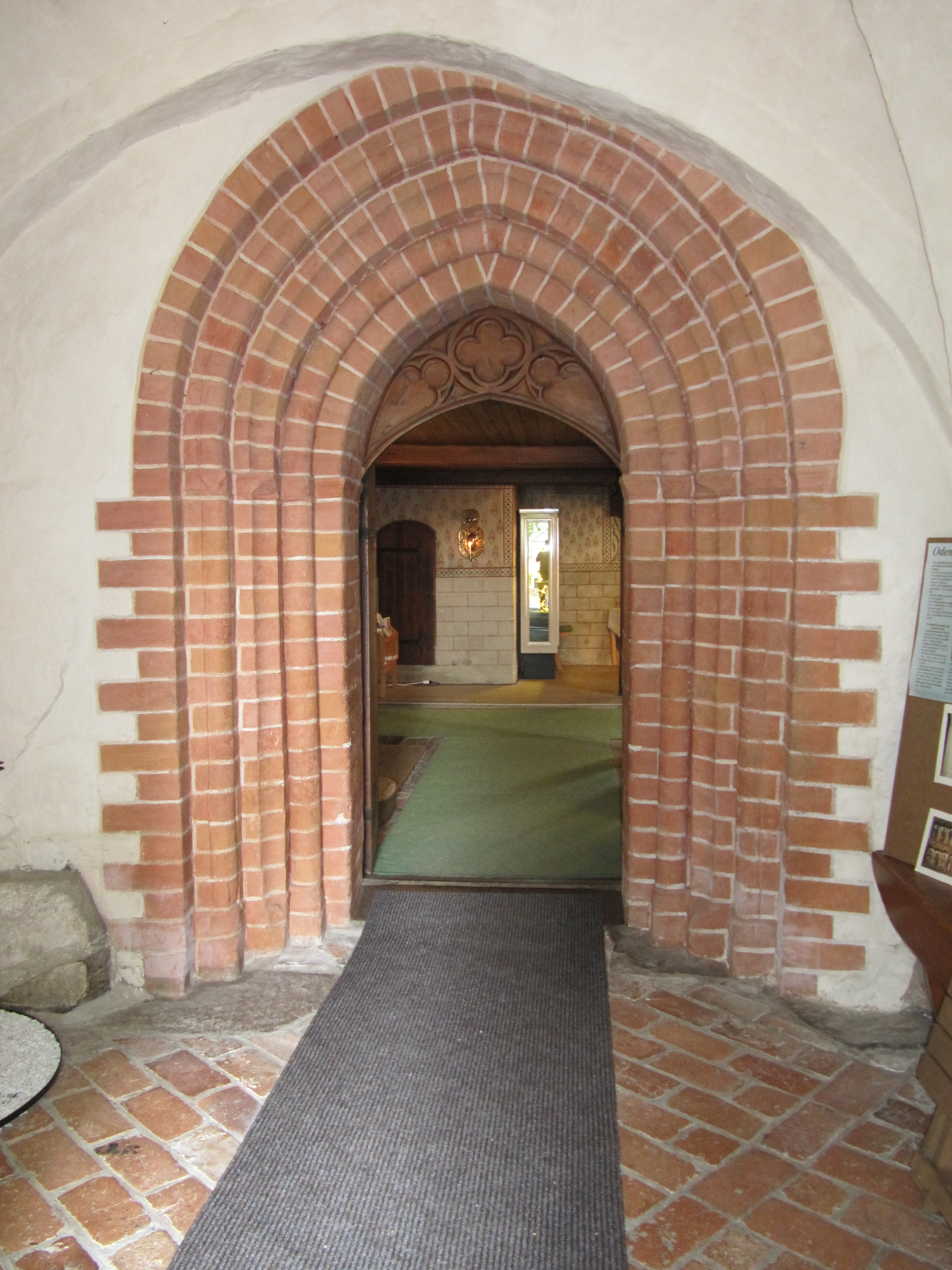
Portalen mellan vapenhus och långhus
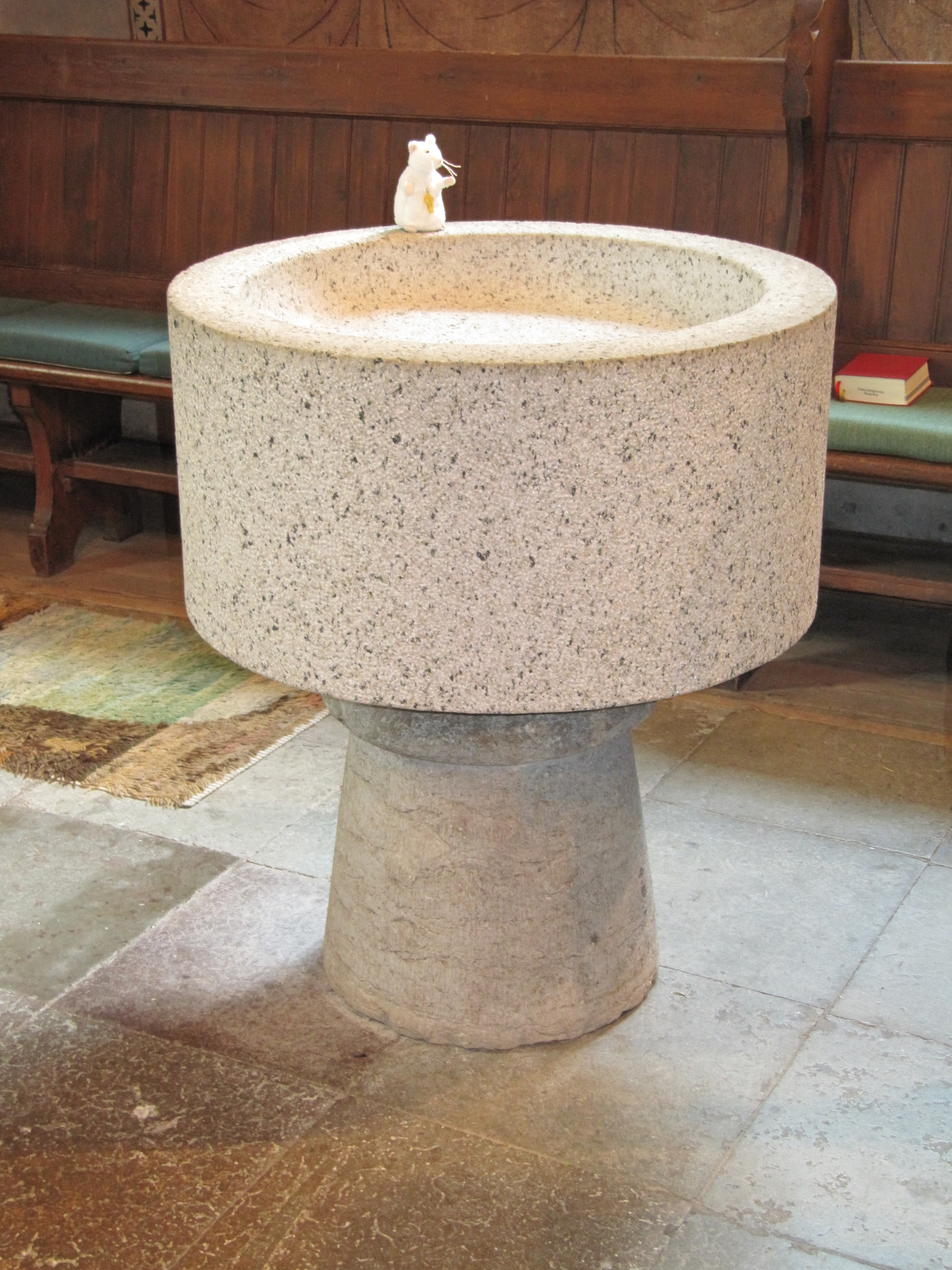
Dopfunt
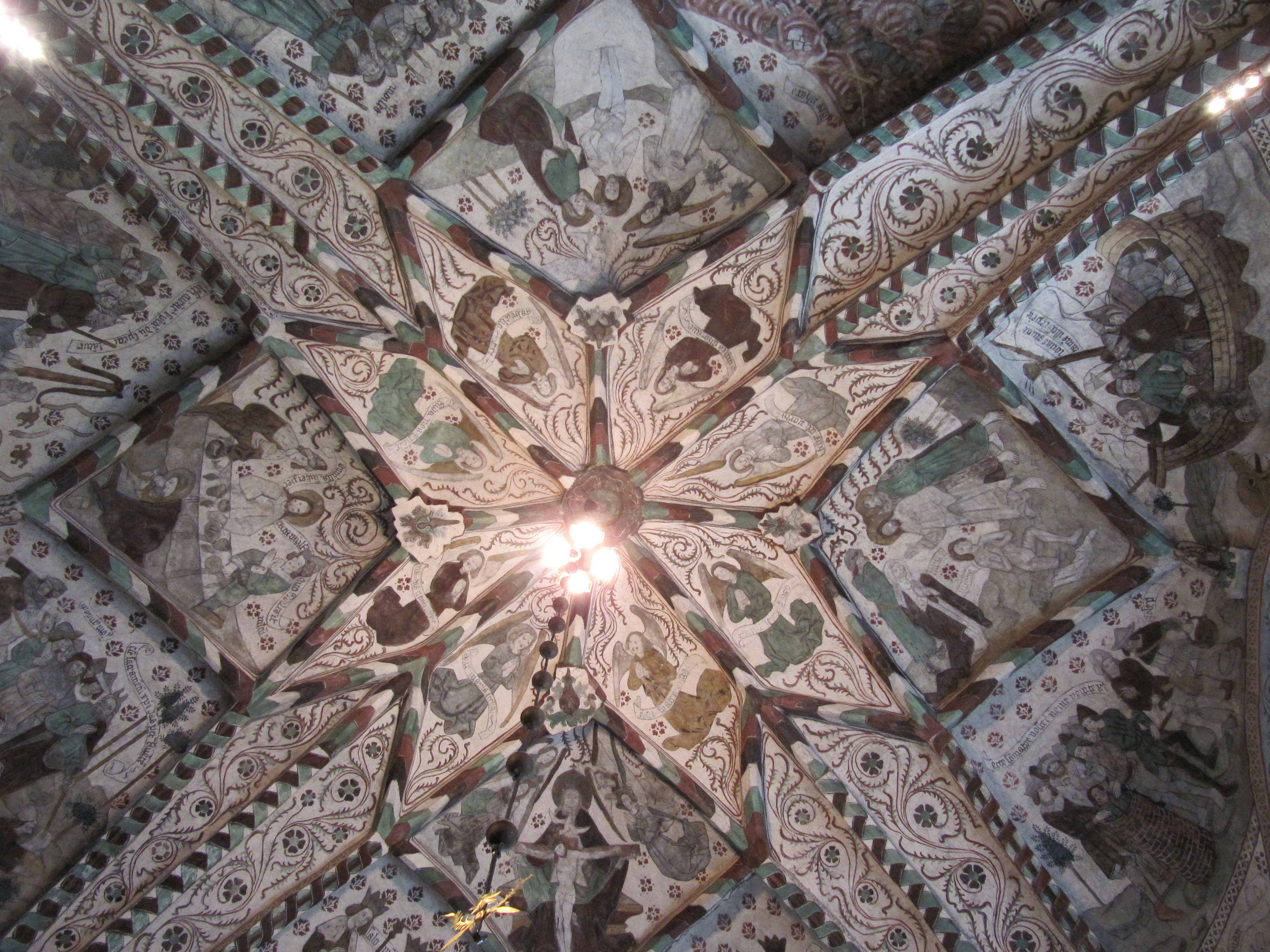
Korvalv

## Klockstapel och kyrkklockor
På Skörsta gärde omkring 400 meter söder om kyrkan står en rödmålad klockstapel från 1725. Tidigare klockstapel stod på kyrkogården. Stapelns korsprydnad bär årtalet 1815 då en viktig ombyggnad lär ha ägt rum . Stapeln är klädd med brädor och täcks av en spånklädd huv som kröns med ett järnkors. Stapelns inre konstruktion är bestruken med rödtjära vilket antyder att den från början inte var inklädd. I stapeln hänger två klockor, storklockan och mellanklockan, medan lillklockan numera är upphängd i kyrkans torn. Storklockan är omgjuten 1871 av J.A. Beckman. Mellanklockan är skänkt till kyrkan 1737 och omgjuten av J.A. Beckman 1894. Lillklockan är gjuten 1695 av J. Bierman och omgjuten år 1871 av J. A. Beckman . Hösten 2004 genomgick klockstapeln en renovering, då bland annat fasaderna rödtjärades och luckorna svarttjärades .